# Lokalbahn Lemberg (Kleparów)–Jaworów
Die Lokalbahn Lemberg (Kleparów)–Jaworów (polnisch Kolej lokalna Lwów (Kleparów)–Jaworów) war eine Lokalbahngesellschaft im nördlichen Galizien im Kaiserreich Österreich-Ungarn.

## Geschichte

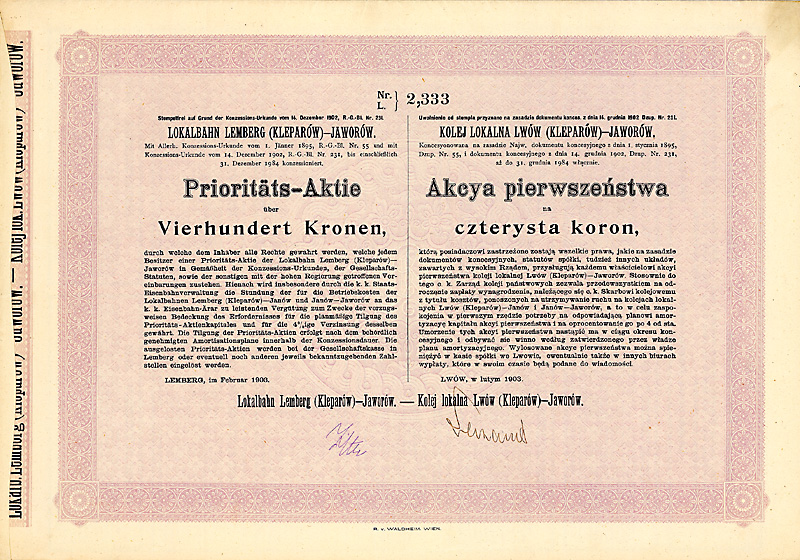
Prioritätsaktie über 400 Kronen der Lokalbahn Lemberg (Kleparow)-Jaworow vom Februar 1903

Auf Betreiben der Galizischen Aktien-Hypothekenbank in Lemberg, des Grafen Wilhelm Siemieński-Lewicki und Graf Roman Potocki wurde im 1893 das Projekt einer normalspurigen Lokalbahn von der Station Lemberg (Kleparów) (heute Klepariw – Stadtteil von Lemberg) nach Janów (heute Iwano-Frankowe), eventuell bis Jaworów (heute Jaworiw) sowie in der anderen Richtung von Lemberg (Kleparów) bis in die Stadt Lemberg (St. Anna) im Jahre 1893 beim Handelsministerium eingereicht und 1894 auch genehmigt. Die Trassenführung der Strecke von Lemberg nach Janów wurde schließlich genehmigt, die Strecke in die Stadt Lemberg jedoch wegen der Ablehnung durch die Stadt selbst nicht.
Die Bahn wurde, nachdem die Konzession am 1. Januar 1895 erteilt worden wurde, am 25. November 1895 als eine teils als Straßenbahn mit Lokomotivbetrieb geführte Lokalbahn eröffnet. Die ursprünglich projektierte Strecke verlief dabei von Lemberg (der Bahnhof befand sich im Vorort Kleparów) nach Janów bei einer Länge von 22,252 Kilometern. Dabei wurden auf dem Teilstück zwischen Kleparów und Rzęsna Polska (heute Rjasne/Рясне – Stadtteil von Lemberg) die Gleise der Eisenbahn Lemberg–Bełżec (Tomaszów) als Péagestrecke mitbenutzt.
Die Gesellschaft wurde schließlich am 26. November 1898 gegründet und hieß zunächst „Lokalbahn Lemberg (Kleparów)–Janów“, wurde aber auf Grund der Erweiterung der Strecke Ende 1902 in „Lokalbahn Lemberg (Kleparów)–Jaworów“ umbenannt.
Am 14. November 1903 wurde nach vorheriger Konzessionserteilung am 14. Dezember 1902 die Verlängerung von Janów nach Jaworów mit einer Länge von 31,223 Kilometern eröffnet, die Gesamtlänge der Strecke betrug nun 53,569 Kilometer. Der Betrieb wurde gänzlich von den k.k. österreichischen Staatsbahnen abgewickelt, der Betriebsvertrag dazu wurde am 31. Oktober 1895 abgeschlossen und am 15. Januar 1904 erneuert und erweitert.
Nach dem Ende des Ersten Weltkrieges wurde die Bahn durch die Polnischen Staatsbahnen übernommen, diese wiederum ab 1940/1945 von den Sowjetischen Eisenbahnen. In den 1960er Jahren wurde das Teilstück von Iwano-Frankowe bis Jaworiw eingestellt und ein Neubau von Kamjanobrid (Bahnstrecke Kamjanobrid–Jaworiw) aus gebaut, so dass heute nurmehr die nicht mehr bediente Rumpfstrecke Lwiw–Iwano-Frankowe existiert.

## Stationsanlagen
1908 bestanden auf der eingleisigen Strecke 8 Stationen und 7 Personenhaltestellen:
- Lemberg (Kleparów)
- Domażyr
- Janów
- Lelechówka
- Wereszyca-Wiszenka
- Starzyska-Szklo
- Jazów Nowy
- Jaworów

und
- Rzęsna Polska
- Rzęsna Ruska
- Kozice
- Jamelna-Karaczynów
- Kozlinka
- Starzyska-Dwór
- Cetula

## Nicht realisierte Erweiterungen
Nur geplant, aber nicht zur Ausführung gekommen ist die Strecke Jaworów–Lubaczów–Reichsgrenze (etwa 46 Kilometer Streckenlänge), auch eine geplante Verlängerung nach Bobrówka konnte nicht realisiert werden.